# The Oppressed
Gli Oppressed sono un gruppo Skinhead Oi! antifascista capostipite del movimento S.H.A.R.P. britannico ed  europeo.

## Storia
La band viene formata a Cardiff da alcuni giovani musicisti skinheads nel 1981. Il fondatore fu Roddy Moreno, il cantante del gruppo, che durante la sua carriera si espresse molte volte contro il razzismo ed il nazismo, tramite le sue canzoni, durante i concerti, le interviste e distribuendo volantini.
Moreno, un sostenitore dell'unità razziale nella scena Skinhead e Oi!, ha anche formato la Oi! Records, un'etichetta discografica di breve durata ma molto influente, e che ha contribuito alla notorietà degli Oppressed, che negli anni '80 produssero un unico "full-length", apolitico e fortemente nazionalista, intitolato Oi! Oi! Music.
Gli Oppressed, in particolare Roddy Moreno, furono molto importanti per la scena degli skinhead antirazzisti, poiché fu proprio Moreno a fondare, dopo un viaggio a New York nel 1989, la SHARP ("Skinhead Against Racial Prejudice", organizzazione che comprende gli Skinhead antirazzisti nata in America negli anni '90) nel Regno Unito e nel resto dell'Europa.
(Roddy Moreno, fondatore della sezione britannica della SHARP)
Il gruppo ha inoltre stabilito dei contatti con altre organizzazioni antifasciste, come l'Antifa. Moreno è inoltre un sostenitore del Cardiff City Football Club, come tra l'altro si evince da molte sue canzoni.
Nel 2000, il gruppo si riforma, ristampando molto vecchio materiale e lavorando a nuovi progetti. Tuttavia vi saranno altre rotture e riformazioni.
Nel 2009 sono tornati insieme e hanno pubblicato un nuovo album intitolato Football Violence. 
Ad oggi sono ancora in attività.

## Formazione attuale
- Roddy Moreno – voce e chitarra
- Paul Cobley – basso
- Tony Kizmus – batteria

## Discografia
- 1984 – Oi! Oi! Music!
- 1994 – We Can Do Anything
- 1996 – Music for Hooligans
- 1997 – Live 1984
- 1998 – More Noize for the Boys
- 2009 – Football Violence